# Thomas LeRoy Collins
Thomas LeRoy Collins (ur. 10 marca 1909, zm. 12 marca 1991) – amerykański polityk, działacz Partii Demokratycznej.
Collins urodził się w stolicy stanu Floryda, Tallahassee. Ukończył Buissnes School w Nowym Jorku i Law School w Birmingham w Alabamie.
W roku 1934 został wybrany członkiem izby niższej legislatury stanowej, gdzie zasiadał do 1940, kiedy to został wybrany do stanowego senatu. Wybrano go ponownie w 1942, ale zrezygnował z mandatu i w czasie II wojny światowej służył ochotniczo w marynarce. Powrócił do senatu w 1946 i zasiadał tam do 1954 r.
W 1954 został wybrany na gubernatora stanu (pokonał w prawyborach pięciu kontrkandydatów, m.in. tymczasowego gubernatora Charleya Johnsa). W czasie swej kadencji zainicjował szereg reform, które miały doprowadzić do rozwoju oświaty na Florydzie. Wiele lat później gubernatorzy Reubin Askew i Bob Graham nazwali go „największym gubernatorem w historii Florydy”.
Po odejściu z urzędu w styczniu 1961 (po dwóch kadencjach) Collins został w 1964 mianowany przez prezydenta Lyndona B. Johnsona pierwszym dyrektorem komisji ds. komunikacji społecznej (powołanej na mocy Ustawy o Prawach Obywatelskich). W 1965 prezydent mianował go też wicesekretarzem handlu.
W 1968 Collins uzyskał nominację demokratów jako kandydat na senatora, ale przegrał ze swym republikańskim oponentem. Po tej porażce wycofał się całkowicie z życia publicznego. Zmarł w Tallahassee.